# Église Notre-Dame-de-l'Assomption de Novotcherkassk
 (février 2023).
Si vous disposez d'ouvrages ou d'articles de référence ou si vous connaissez des sites web de qualité traitant du thème abordé ici, merci de compléter l'article en donnant les références utiles à sa vérifiabilité et en les liant à la section « Notes et références ».
L'église Notre-Dame-de-l'Assomption (en russe : Храм Успения Пресвятой Богородицы) est une église catholique de la ville de Novotcherkassk; en Russie. Elle dépend du doyenné de Rostov-sur-le-Don du diocèse de Saratov.

## Historique

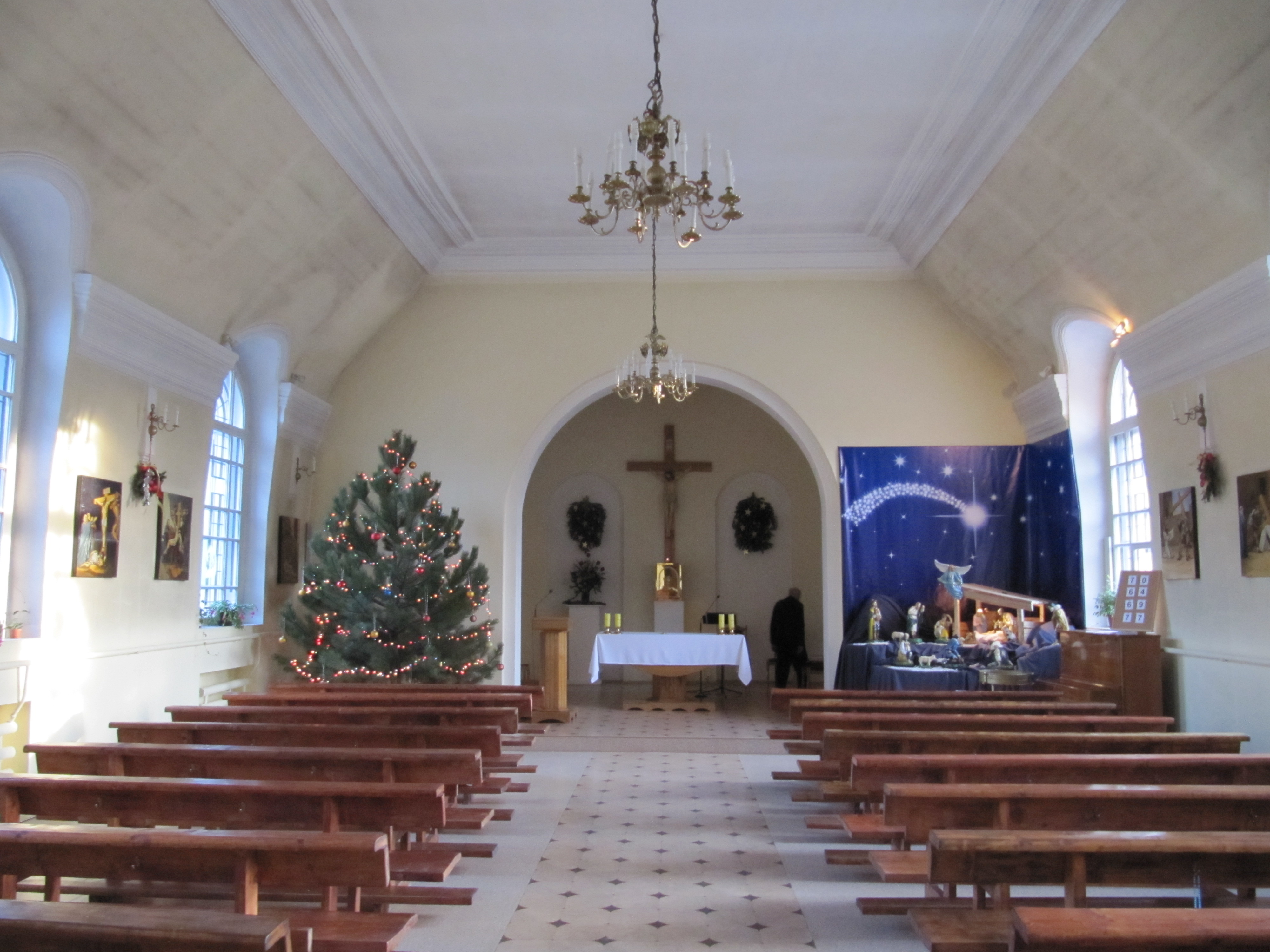
Intérieur de l'église

Cette église vouée à l'Assomption de la Vierge Marie est construite selon les plans de l'architecte polonais Bronisław Brochwicz-Rogoyski (1861-1921) en 1902 par la communauté polonaise qui est nombreuse surtout depuis l'insurrection polonaise de 1861-1864 et les réformes agraires de Stolypine. Elle remplace une église plus ancienne édifiée dans la seconde moitié du XIXe siècle.
La deuxième communauté d'importance est celle des Arméniens catholiques qui vivent dans la région depuis le XVIIIe siècle, suivie de quelques familles d'Allemands du Don.
L'église est terminée en 1906. La paroisse comptait 4 231 paroissiens en 1917.
Elle est fermée à cause d'une campagne locale d'athéisme en 1929 et elle est transformée en cantine pour l'université polytechnique de Novotcherkassk. On y ajoute une salle de sports et une crèche en 1937. Le P. Johann Lang qui continuait son travail pastoral dans la clandestinité auprès de ses paroissiens est déporté en 1941. Il meurt au goulag en 1944.
Lorsque des relations normales s'établissent entre l'État et le différentes confessions chrétiennes dans les années 1990, la paroisse catholique de Novotcherkassk est enregistrée en 1993 et son église lui est rendue en 1994.

## Source
- (ru) Cet article est partiellement ou en totalité issu de l’article de Wikipédia en russe intitulé « Храм Успения Богородицы (Новочеркасск) » (voir la liste des auteurs).